# The Trauma Code: Heroes on Call
The Trauma Code: Heroes on Call (Jung-jeung-eui-sang-sen-teo) är en sydkoreansk dramaserie i sjukhusmiljö som hade premiär på strömningstjänsten Netflix den 24 januari 2025. Serien består av åtta avsnitt.

## Handling
Serien handlar om en före detta krigsläkare som utbildar ett team på ett traumacenter till banbrytande livräddare.

## Rollista (i urval)
| Ju Ji-hoon     | – Baek Gang-hyeok |
| Choo Young-woo | – Yang Jae-won    |
| Ha Young       | – Cheon Jang-mi   |
| Yoon Kyung-ho  | – Han Yoo-rim     |
| Jung Jae-kwang | – Park Kyung-won  |